# Phoma nigrificans
Phoma nigrificans är en lavart som först beskrevs av Petter Adolf Karsten, och fick sitt nu gällande namn av Boerema, Loer. & Wittern 1986. Phoma nigrificans ingår i släktet Phoma, ordningen Pleosporales, klassen Dothideomycetes, divisionen sporsäcksvampar och riket svampar.   Inga underarter finns listade i Catalogue of Life.